# Ana Rosales
Ana Rosales (19 de junio de 1982) es una deportista venezolana que compitió en taekwondo. Ganó una medalla de plata en el Campeonato Panamericano de Taekwondo de 2004 en la categoría de –51 kg.

## Palmarés internacional
| Campeonato Panamericano | Campeonato Panamericano          | Campeonato Panamericano | Campeonato Panamericano |
| Año                     | Lugar                            | Medalla                 | Categoría               |
| ----------------------- | -------------------------------- | ----------------------- | ----------------------- |
| 2004                    | Santo Domingo ( Rep. Dominicana) | Medalla de plata        | –51 kg                  |